# Lía Romero
Lía Mariel Romero Torres (* 27. Juli 2000 in Zapopan, Jalisco), üblicherweise als Lía Romero bezeichnet, ist eine mexikanische Fußballspielerin, die im offensiven Mittelfeld eingesetzt wird.

## Leben
Lía Romero stand von 2017 bis 2022 bei ihrem Heimatverein Chivas Femenil unter Vertrag und ist eine von 5 Spielerinnen, die mit Chivas beide in diesem Zeitraum errungenen Meistertitel der Liga MX Femenil gewann. Die vier anderen sind (in alphabetischer Reihenfolge) Victoria Acevedo, Susan Bejarano, Blanca Félix und Anette Vázquez.
Bevor Romero zu Santos Laguna Femenil wechselte, gegen dessen Mannschaft und in dessen Stadion sie wenige Jahre zuvor für Chivas erstmals zum Einsatz gekommen war, gewann sie mit Chivas noch den Campeón de Campeones der Saison 2021/22.

## Erfolge
- Mexikanischer Meister: Apertura 2017, Clausura 2022
- Campeón de Campeones: 2021/22